# 新加坡掌扇贝
新加坡掌扇贝（学名：Volachlamys singaporinus），是莺蛤目海扇蛤科掌扇贝属的一种。主要分布于印度尼西亚、中国大陆，常栖息在潮下带87米、泥沙底，以足丝附着于岩石、珊瑚礁或贝壳上。